# Radovan Brenkus
Radovan Brenkus (Bártfa, 1974. január 30. –) szlovák író, költő, műfordító és irodalomkritikus.

## Élete
A kassai Pavol Jozef Šafárik Egyetem Természettudományi Karán végzett matematika és fizika szakon. Az egyetem befejezése után Kassán dolgozott tanárként, majd a Szlovák Tudományos Akadémia Kísérleti Fizikai Kutatóintézetében alkalmazták. A műveit belföldi és külföldi folyóiratokban adta ki. Számos alkotását a Szlovák Rádió sugározta, és külföldi antológiákban is publikálták. Lengyel nyelvből fordít. Időnként irodalomkritikával foglalkozik, tanulmányokat és esszéket ír. 2006-tól a kassai Pectus Kiadóban dolgozik, amelyet ő alapított. Számos irodalmi versenyen nyert díjat. A műveit lefordították angol, lengyel, orosz, ukrán és bolgár nyelvre. 

## Stílusa
Az irodalmi modernizmus követője. A költészetében megfigyeli, elemzi és dekódolja a kaotikus, fáradt világot, elmossa az uralkodó erkölcsöt, a külső és belső felfogásbeli különbségeket. A világban bekövetkező lehangoló események pusztító üressége inspirálják. A pesszimizmus és a dekadencia szimbolikája megmutatja az egyén magányát, egyre homályosabb állapotát és a bizonytalan jövőt.
Prózájának motívuma a létezés, az átmeneti tudatosság, a halál kutatása. Többek között neoromantikus stílusban ír. Azt kifogásolja, hogy az egzisztencializmus és a haladás ellentétben áll a civilizációban, az egyén kénytelen ösztönösen a saját túléléséért harcolni. Történetei szürrealisztikus szereplői keverednek az ideális és a valós között, megszakítva az elfogadott rendet. Kifejező és misztikus szimbolizmussal, drámai és groteszk jelenetekkel ábrázolja az elitizmus és a mai társadalom hanyatlása elleni lázadást. A helyzetek és a karakterek tömör, ám mégis megkülönböztetett jellemzőiben teret enged a katarzisnak.

## Művei

### Versek
- Pochod mŕtvych (1997) A holtak márciusa
- Rekviem v prachu (2002) Requiem a porban
- Romanca s bludičkou (2005) Romantika egy labirintusban
- Dym z ríše tieňov (2009) Füst az árnyékbirodalmából
- Snívanie s netvorom (2015) Álom egy szörnyről

### Próza
- Návraty pekla (novellák gyűjteménye, 2005) A pokol visszatér (2013-ban megjelent lengyelül)

### Műfordítások
- Zbigniew Domino: Poľská sibiriáda (2008) A lengyel szibériai
- Rafał Wojaczek: Listy mŕtvemu (2009) Levelek a halottaknak
- Marta Świderska-Pelinko: Chuť túlania a edenu (2010) A barangolás és az éden íze
- Marta Świderska-Pelinko: Tam kde plačú husle (2017) Ahol a hegedűk sírnak
- Janusz Korczak: Deti ulice (2020) Utcagyerekek

## Fordítás
- Ez a szócikk részben vagy egészben  a   Radovan Brenkus című szlovák Wikipédia-szócikk ezen változatának fordításán alapul.  Az eredeti cikk szerkesztőit annak laptörténete sorolja fel. Ez a jelzés csupán a megfogalmazás eredetét és a szerzői jogokat jelzi, nem szolgál a cikkben szereplő információk forrásmegjelöléseként.